# チャーチ・アベニュー駅 (IRTノストランド・アベニュー線)
チャーチ・アベニュー駅 (Church Avenue) はニューヨーク市地下鉄IRTノストランド・アベニュー線の駅である。ブルックリン区イースト・フラットブッシュのノストランド・アベニューとチャーチ・アベニューの交差点に位置し、2系統が終日、5系統が平日のみ停車する。

## 駅構造
| G          | 地上階                       | 出入口 （チャーチ・アベニュー - ノストランド・アベニュー交差点の南東角に北行ホーム行きエレベータ－、南西角に南行ホーム行きエレベーターあり）                                                                                        |
| P ホーム階 | 相対式ホーム、右側ドアが開く | 相対式ホーム、右側ドアが開く |
| P ホーム階 | 北行線                       | ← ウェイクフィールド-241丁目駅行き（ウィンスロップ・ストリート駅） ← 平日：イーストチェスター-ダイアー・アベニュー駅行き（ウィンスロップ・ストリート駅） ← 夕ラッシュ時：ネレイド・アベニュー駅行き（ウィンスロップ・ストリート駅） |
| P ホーム階 | 南行線                       | → ブルックリン・カレッジ駅行き（ビバリー・ロード駅）→ |
| P ホーム階 | 相対式ホーム、右側ドアが開く | |

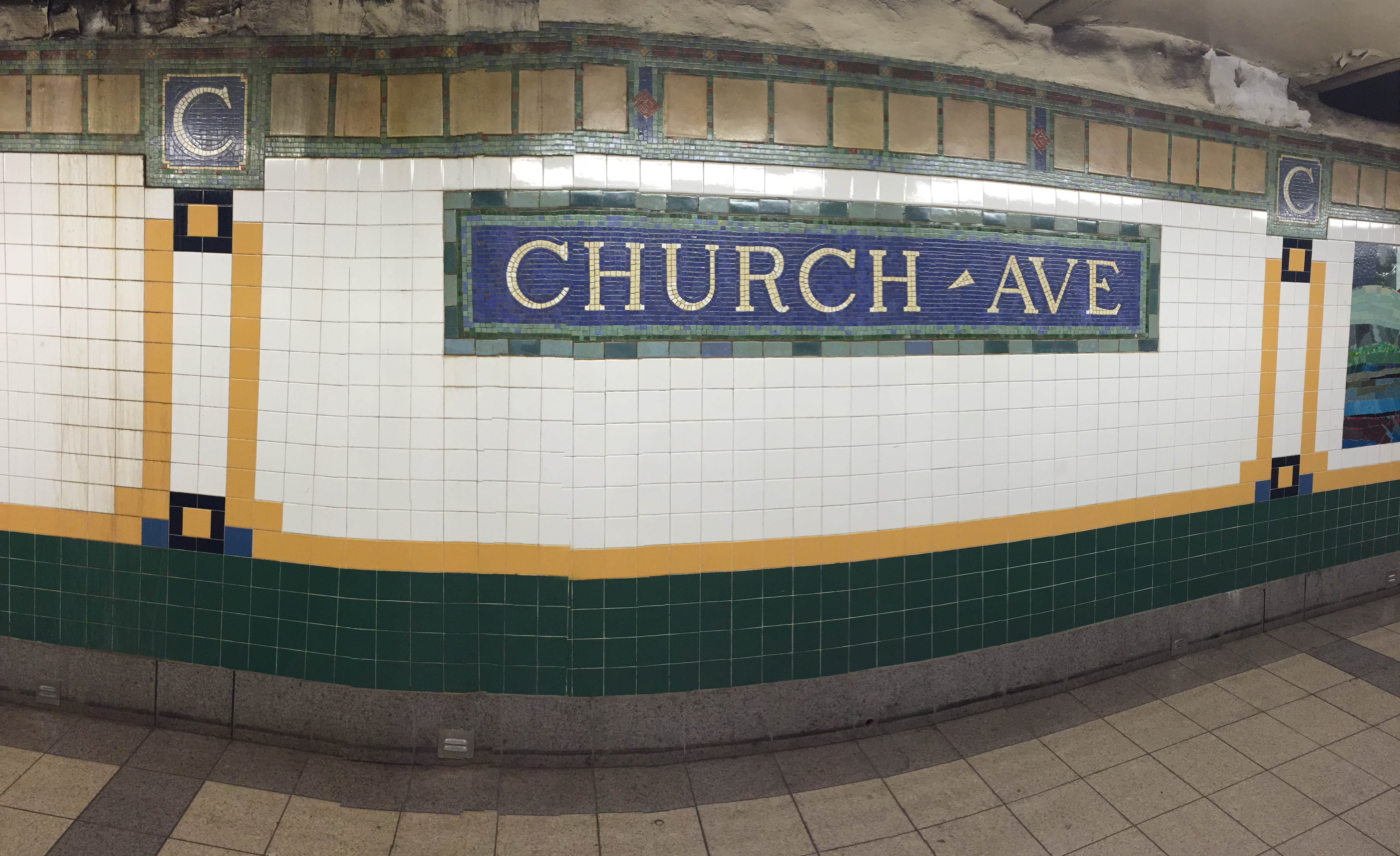
駅名標

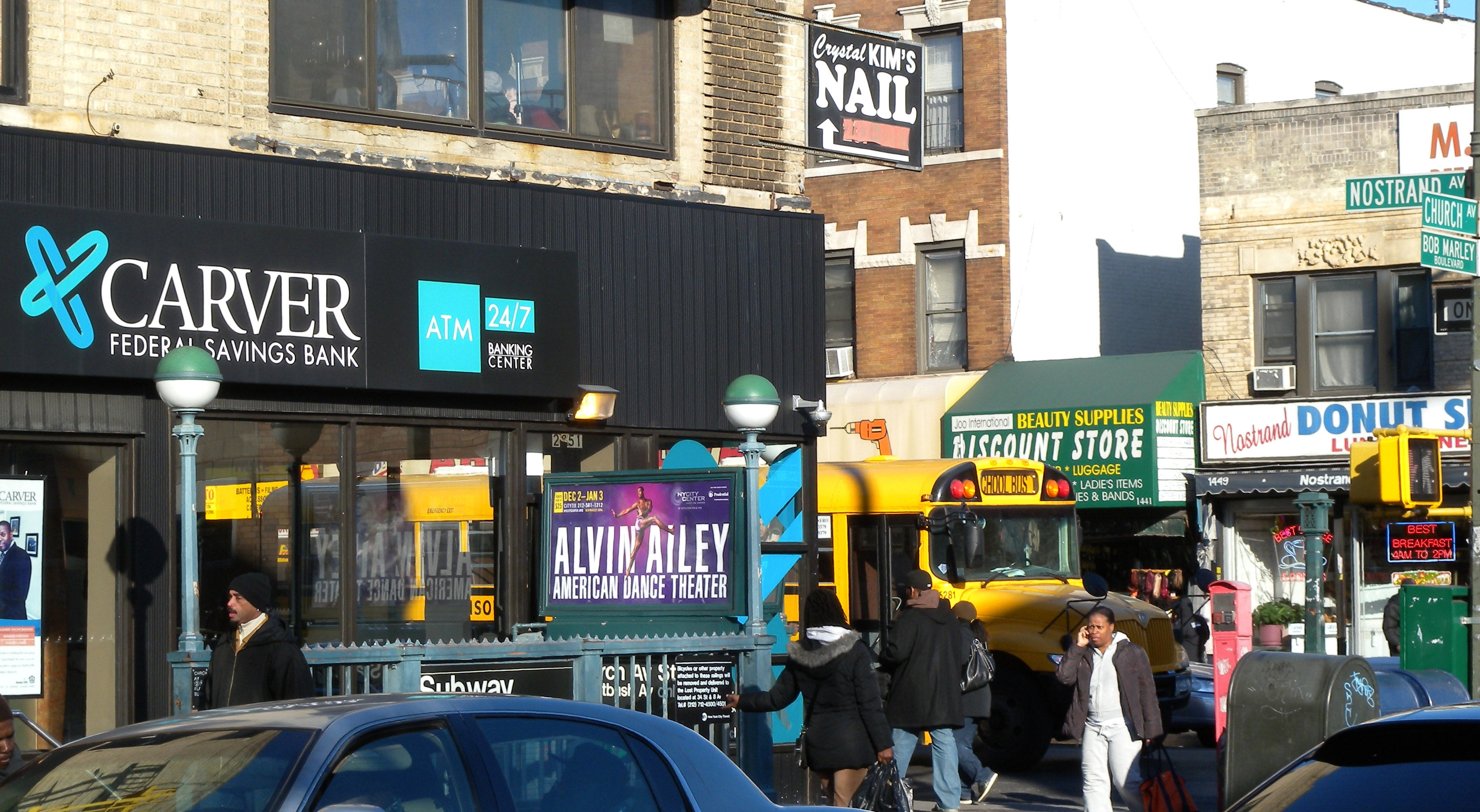
南行ホームへの階段

駅はノストランド・アベニュー線が開通した1920年8月23日に同時に開業した。相対式ホーム2面と線路2線を有した2面2線の地下駅で、1997年に改装されている。この際に壁面タイルは1920年の開業当初のデザインを再現した物に変更されている。1999年春にはエレベーターの設置工事を行いADAに準拠した駅となった。
ホームは端に向かうにつれて幅が狭くなっており、青い柱が等間隔に立っている。柱には黒地に白のニューヨーク市地下鉄標準の駅名標が掲げられている。また、北行ホームには新聞売り場と1997年に設置された記念銘板がある。

### 出口
改札口は南北ホーム中央にそれぞれ独立して存在しており、ホーム間連絡通路はない。北行ホーム改札口には回転式改札機ときっぷ売り場、地上への階段3つとエレベーター1機があり、南行ホーム改札口には回転式改札機1機と出場専用回転式改札機3機、地上への階段3つとエレベーター1機がある。
| 場所                                                       | 種類         | 数  | 接続ホーム |
| ---------------------------------------------------------- | ------------ | --- | ---------- |
| ノストランド・アベニューとチャーチ・アベニューの交差点北西 | 階段         | 2つ | 南行ホーム |
| ノストランド・アベニューとチャーチ・アベニューの交差点南西 | 階段         | 1つ | 南行ホーム |
| ノストランド・アベニューとチャーチ・アベニューの交差点南西 | エレベーター | 1機 | 南行ホーム |
| ノストランド・アベニューとチャーチ・アベニューの交差点北東 | 階段         | 1つ | 北行ホーム |
| ノストランド・アベニューとチャーチ・アベニューの交差点南東 | 階段         | 1つ | 北行ホーム |
| ノストランド・アベニューとチャーチ・アベニューの交差点南東 | エレベーター | 1機 | 北行ホーム |